# Cruviers-Lascours
Cruviers-Lascours is een gemeente in het Franse departement Gard (regio Occitanie) en telt 537 inwoners (2004). De plaats maakt deel uit van het arrondissement Alès.

## Geografie
De oppervlakte van Cruviers-Lascours bedraagt 5,5 km², de bevolkingsdichtheid is 97,6 inwoners per km².

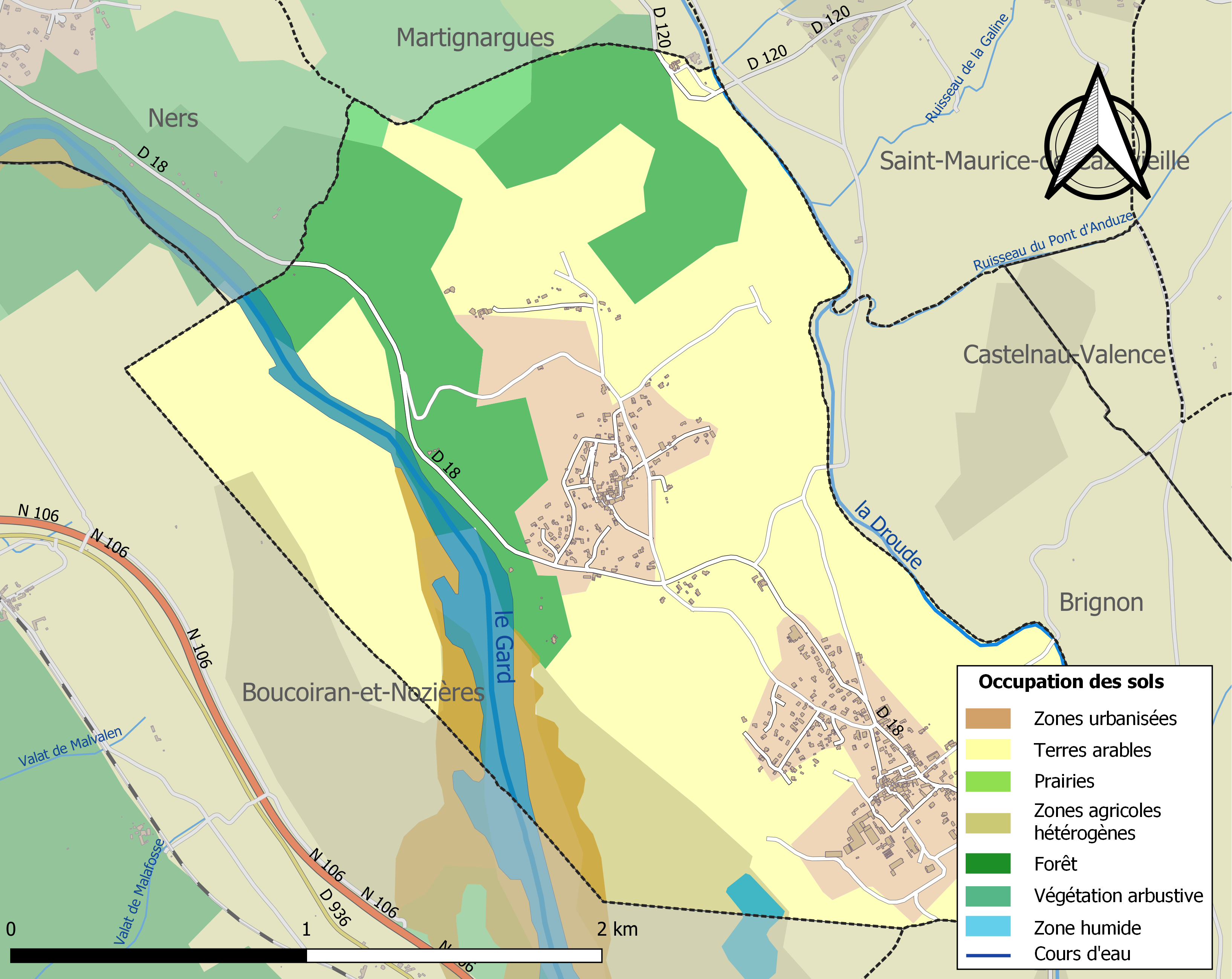
Kaart van de gemeente met de belangrijkste infrastructuur, bodemgebruik en omliggende gemeenten

## Demografie
Onderstaande figuur toont het verloop van het inwonertal (bron: INSEE-tellingen).